# Chypre (province romaine)
Pour les articles homonymes, voir Chypre.

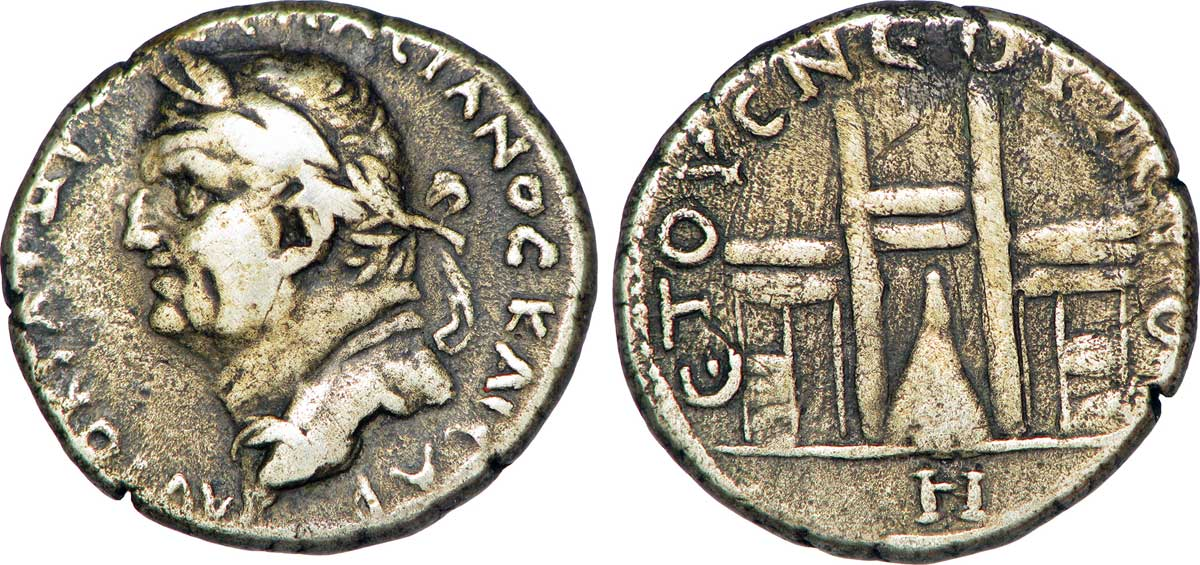
Monnaie frappée à Chypre.

L’île de Chypre fit partie de l’Empire romain à partir de -58 (58 avant notre ère). La christianisation de l'Empire byzantin (Empire romain d'Orient) le transforme en Empire byzantin auquel l’île continue d’appartenir jusqu’en 649 et de 965 à 1192.

## Histoire

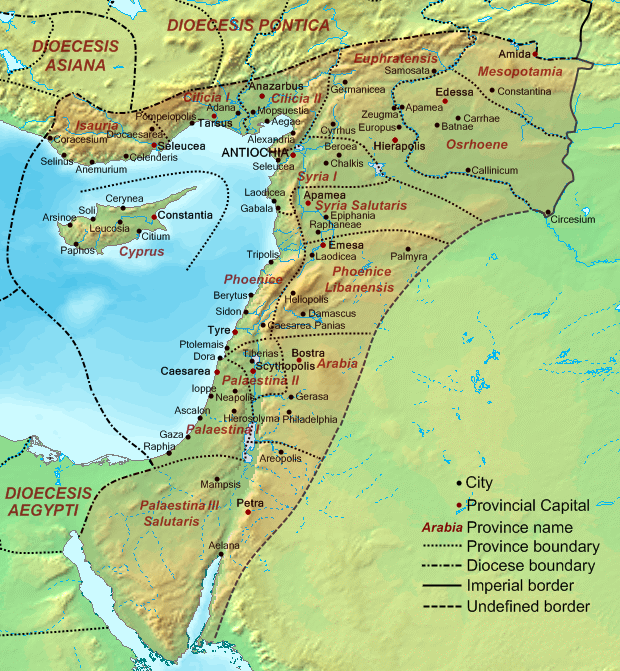
La province romaine de Chypre au sein du diocèse d’Orient.

Léguée à Rome par les souverains lagides, Chypre est officiellement annexée en -58. Marcus Caton est envoyé en mission par le Sénat pour liquider le trésor lagide conservé à Chypre. Vers -34, Marc Antoine restitue l’île à la reine Cléopâtre. Après la défaite de Cléopâtre et de Marc Antoine à Actium en -31, l’île est ré-annexée à l’Empire romain. Dans le partage des attributions entre le Sénat et Octave, devenu Auguste en -27, l’île est attribuée au Sénat. Elle forme dorénavant une province sénatoriale, de rang proprétorial. C’est la seule des provinces issues du royaume lagide à avoir été confiée au Sénat.
Lors de la réforme dioclétienne de 284, la province de Chypre est rattachée au diocèse d’Orient, lui-même dépendant de la préfecture du prétoire d’Orient. La province de Chypre est désormais dépendante du pouvoir impérial qui siège à Constantinople, même si sa particularité est reconnue en 431 avec la constitution d’une église autocéphale.
Le thème de Chypre, héritier de la province romaine, est, en 649, envahi par le califat omeyyade. La population est alors soumise à une double-capitation : le Kharâj : les révoltes sont endémiques, les plaines se dépeuplent tandis que la montagne voit se multiplier villages et monastères cachés en amont des vallées. En 965-969 le thème est reconquis par l’Empire byzantin. Il reste grec jusqu'à sa conquête par Richard Cœur de Lion en 1192.